# Квентін Брайс
Дама Квентін Еліс Луїза Брайс (англ. Quentin Alice Louise Bryce), до шлюбу Стречен (нар. 23 грудня 1942, Брисбен, Квінсленд, Австралія) — австралійська політична діячка, юристка. Губернаторка Квінсленда з 29 липня 2003 по 29 липня 2008, генерал-губернаторка Австралії з 5 вересня 2008 року до 28 березня 2014 року. У своїй роботі відстоює політики, спрямовані на дотримання прав жінок.

## Життєпис
Народилася 23 грудня 1942 року. Живучи в Белмонті, вирішила вступити в Camp Hill State School. У 1956 році вступила на навчання до Moreton Bay College, Квінсленд. Під час навчання в Університеті Квінсленда займалася соціальною роботою. На третьому році навчання перевелася в інститут. Навчаючись в університеті, вчилася також і в Bachelor of Arts з 1962 по 1965 роки. У 1964 році з Майклом Брайсом, з яким познайомилася ще в коледжі. 
У 1965 році Квентін Брайс стала першою жінкою, яка була прийнята до Ради університету хоча вона не мала професійної практики.

## Кар'єра
Після поїздки до Лондона Брайс повернулася в Австралію і вирішила частину часу присвятити домашньому викладанню, одночасно працюючи в школі права Університету Квінсленда в 1968 році, і стала першою жінкою, прийнятою на факультет. У 1969 році вона також вела лекції з права. Викладала в університеті до 1983 року.
У 1984 році Квентін Брайс стала першою директором жіночого інформаційного центру в штаті Квінсленд і була призначена жіночою представницею в комітет з дискримінації прав службовців. Потім вона стала першою директором Австралійської комісії з прав людини в штаті Квінсленд (HREOC).
Протягом п'ятирічного періоду (1988—1993) Брайс працювала головою комісії з сексуальних домагань в уряді Роберта Гоука. Під час її роботи в цьому комітеті до неї зверталися за допомогою близько 2000 потерпілих щороку. Цей період відомий також боротьбою за права жінок, що відбувається на законодавчому рівні, Сандра Маклеан писала про це, Брайс активно працювала на законодавчому рівні протягом цього часу.
Закінчивши роботу в комісії з дискримінації за статтю, Квентін Брайс перейшла на роботу Національну дитячу акредитаційну раду, де пропрацювала три роки, з 1997 по 2003 роки вона працювала виконавчою офіцеркою в Університеті Сіднея, Новий Південний Уельс.
Брайс також була головою ради по боротьбі з раком молочної залози і входила до жіночої збірної з крикету, була однією з організаторів World YWCA, Австралійської дитячої телевізійної фундації і членкинею асоціації допомоги дітям, які потребують лікування.
У 2003 році за рекомендацією Прем'єр-міністра Квінсленда Пітера Бітті, Єлизавета II призначила Квентін Брайс Губернатором Квінсленда. Більшість членів уряду Квінсленда не схвалювали політики Брайс політики на посаді губернаторки. Губернаторкою Квінсленда вона була до 29 липня 2008 року.

## Генерал-губернаторка Австралії
13 квітня 2008 року, за рекомендацією прем'єр-міністра Австралії Кевіна Радда, королева Єлизавета II призначила Квентін Брайс Губернатором Австралії. Її також підтримали лідер опозиції Брендан Нельсон і лідер Партії Зелених Боб Браун. Журналістка Патрісія Едгар описала призначення Брайс як натхненний вибір, журналістка Джилл Сінгер в газеті Herald Sun написала, що призначення Брайс губернаторкою визначило обличчя всієї Австралії.
Квентін Брайс виголосила офіційну клятву 5 вересня 2008 року. 23 вересня 2008 вона дала своє перше інтерв'ю як губернаторка Австралії Керрі O'Браєну.
28 березня 2014 року новим генерал-губернатором став Пітер Косгроув.